# Ejdern (Schiff, 1977)
Die Ejdern ist eine Fähre der finnischen Reederei Ålandstrafiken.

## Geschichte
Das Schiff wurde unter der Baunummer 319 auf der Werft Laivateollisuus in Turku gebaut. Die Kiellegung fand am 17. Dezember 1976 statt. Das Schiff wurde Ende Dezember 1977 an Ålands Landskapstyrelse abgeliefert.
Die Fähre verkehrt zwischen Brändö und Kumlinge. Betrieben wird die Verbindung von Nordic Jetline Finland.

## Technische Daten und Ausstattung
Das Schiff wird von einem Wärtsilä-Dieselmotor (Typ: 12V22A) mit 1258 kW Leistung angetrieben. Der Motor wirkt über ein Getriebe auf einen Propeller. Das Schiff ist mit einem Bugstrahlruder ausgestattet.
Die Fähre verfügt über ein durchlaufendes Fahrzeugdeck. Dieses ist über eine Bug- und eine Heckrampe zugänglich. Die Zufahrt über die Bugrampe ist 3,5 m, die über die Heckrampe 4,2 m breit. Vor der Bugrampe befindet sich ein nach oben aufklappbares Bugvisier. Auf dem Fahrzeugdeck stehen rund 277 m² Fläche zur Verfügung. Die nutzbare Höhe beträgt 4,25 m. Das Fahrzeugdeck ist zu einem großen Teil nach oben offen. In der vorderen Schiffshälfte ist es teilweise von den Decksaufbauten überbaut.
Unterhalb des Fahrzeugdecks befindet sich im hinteren Bereich der Maschinenraum. In der Mitte des Schiffes befinden sich zwei Einzel- und zwei Doppelkabinen sowie die Messe für die Besatzung. Im vorderen Bereich ist ein Aufenthaltsraum für Passagiere eingerichtet. Ein weiterer Aufenthaltsraum für Passagiere ist in den Decksaufbauten über dem Fahrzeugdeck eingerichtet. Darüber befindet sich die über die gesamte Schiffsbreite geschlossene Brücke. Der Rumpf des Schiffes ist eisverstärkt (Eisklasse 1A).
Das Schiff ist für die Küstenfahrt zugelassen. Auf dem Fahrzeugdeck finden rund 30 Pkw Platz. Die Passagierkapazität beträgt 200 Personen. Vermarktet wird die Fähre für 16 Pkw und 144 Passagiere.